# Eucharia alero
Eucharia alero là một loài bướm đêm thuộc phân họ Arctiinae, họ Erebidae.